# T.S.O.L.
T.S.O.L. (True Sounds of Liberty) is een punkband die in 1978 is opgericht in Long Beach, Californië. T.S.O.L. staat vooral bekend om hun hardcore punk, maar ze hebben ook andere soorten punk gespeeld, waaronder deathrock, art punk, horror punk en nog meer varianten.

## Biografie
T.S.O.L. is opgericht in 1978 in Long Beach, Californië en kwam voort uit de bands Johnny Koathanger and the Abortions en SS Cult. Ze traden in 1978 op met de line-up van zanger Jack Grisham, gitarist Ron Emory, bassist Mike Roche en drummer Todd Barnes. Hun eerste EP had onder andere nummers als "Superficial Love", "World War III" en "Abolish Government / Silent Majority".